# Анисий Солунски
Анисий (на средногръцки: ᾿Ανύσιος, Анисиос) е източноримски духовник, солунски архиепископ от 383 до 406 (или от 384 до 407) година. Обявен е за светец.

## Биография
Анисий е ученик и сътрудник на архиепископ Ахолий Солунски и след смъртта му в 383 – 384 година го наследява на солунската архиепископска катедра.
С писмо до Анисий от 11 декември 284 година папа Дамас Римски го прави свой викарий в Илирик. Същата титла му дава и наследилият Дамас Сириций Римски в свое писмо до Анисий, с което казва, че не може да има епископски хиротонии в Илирик без съгласието на Анисий. Титлата на викарий е потвърдена в писмо до Анисий и от папа Анастасий I и от Инокентий I. Инокентий с писмо от 402 година дава на Анисий правото да контролира всички религиозни въпроси на Илирик, а не само епископските хиротонии. През декември 391 година Съборът в Капуа възлага на синода на Илирийските епископи под председателството на Анисий да разследва ереста на епископ Бонос Сердикийски. Анисий поддържа отношения и кореспонденция и с медиоланския епископ Амвросий.
Анисий твърдо защитава невинността на Йоан Златоуст, както свидетелстват житията на константинополския архиепископ - от Паладий Еленополски, Георги Александрийски и Краткото житие. Според Георги Александрийски след свалянето на Йоан Златоуст Анисий пише писмо на папа Инокентий I, което занася в Рим епископ Евлисий Апамейски. В същата книга се цитира и писмо на Инокентий до Анисий, което обаче военният управител на Солун не позволява да бъде предадено на архиепископа.
Важен източник за живота на Анисий са и две писма на Йоан Златоуст – едното адресирано лично до Анисий, а второто до Анисий и още 10 македонски епископи. В първото писмо, датирано около 406 година и писано в изгнание, Йоан благодари на Анисий за неговата защита и го призовава да продължи неуморните си усилия за изправяне на грешките в църквата. Във второто писмо от същата година Йоан Златоуст отново от изгнание благодари на Анисий и на всички православни епископи на Македония за непрестанната енергия за неговото оправдание.
Анисий умира в края на 406 или в началото на 407 година. Наследен е на архиепископския престол от Руф Солунски.
Църквата чества светеца на 30 декември.